# Юліан Заблоцький-Доброволя
Юліа́н Забло́цький-Доброво́ля (11 листопада 1911, Глиняни, Королівство Галичини та Володимирії, Австро-Угорщина — 5 січня 1988, Лондон, Велика Британія) — український громадсько-політичний діяч, член Організації українських націоналістів, діяч діаспори.

## Життєпис
Народився 11 листопада 1911 року в місті Глиняни Золочівського повіту.
У 1926—1932 роках навчався у Львівській духовній семінарії. 1930 року вступив до Організації українських націоналістів. Брав активну участь у націоналістичному та кооперативному русі на Глинянщині: був членом управи «Народного дому», товариства «Просвіта».
Арештований польською владою за підозрою у співучасті в убивстві Олексія Майлова, секретаря радянського консульства у Львові, яке організувала ОУН у відповідь на Голодомор 1932—1933 років.
У 1936 році був директором «Українбанку» в місті Глиняни.
Улітку 1939 року вдруге заарештований польською поліцією.
З початком німецько-радянської війни в 1941 році був уповноважений Українським державним правлінням проголосити Акт відновлення Української Держави в Києві після захоплення міста німецькими військами. Однак на підступах до міста нацистське гестапо арештувало Заблоцького. Надалі був в'язнем нацистських концентраційних таборів Аушвіц, Маутгаузен, Мельк та Ебензе. Звільнений 6 травня 1945 року.
Після завершення Другої світової війни брав участь у діяльності української діаспори в країнах Західної Європи. Спершу проживав у Німеччині, згодом перебрався до Франції. З 1957 року проживав у Великій Британії. Очолював Головну раду та Головний суд Закордонних частин ОУН. 1945 року обраний заступником президента Ліги українських політичних в'язнів.
У 1957—1960 роках чолював дипломатичну місію Антибільшовицького блоку народів на Далекому Сході, що базувалася на Тайвані.
Після повернення до Великої Британії до своєї смерті був директором Української видавничої спілки. Крім того, був членом дирекції української кооперативної спілки «Нова фортуна», членом редакційної колегії часопису «Визвольний шлях», працював співробітником тижневика «Українець — Час».
Помер у Лондоні 5 січня 1988 року.